# XVII Congresso nazionale del Partito Comunista Cinese
Il XVII Congresso del Partito Comunista Cinese si svolse a Pechino fra il 15 ottobre e il 21 ottobre 2007. Il Congresso ha fortificato il comando del Segretario generale del Partito Comunista Cinese Hu Jintao attraverso la ratificazione nella Costituzione del Partito della sua dottrina politica, il concetto scientifico dello sviluppo.